# Ewden

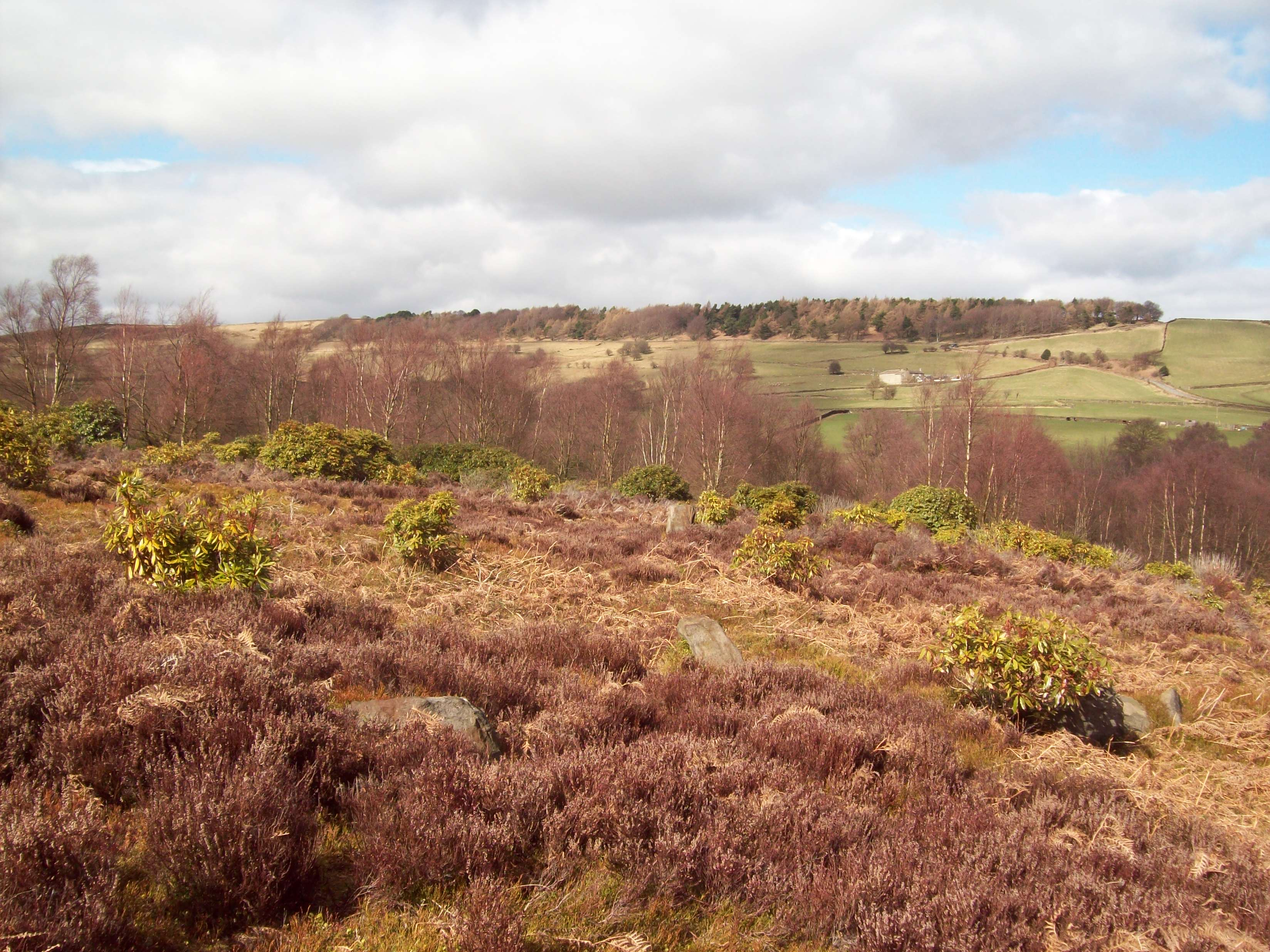
Overblijfselen van de steencirkel van Ewden

Ewden is een grotendeels verlaten nederzetting ten noordwesten van Sheffield, aan de rand van het Peak District. Het dorpje lag in de vallei van het riviertje Ewden Beck, dat alhier van de hooggelegen heiden van Broomhead Moor stroomt. Ewden bezit een heuvel, Ewden Height, die 375 meter boven zeeniveau ligt. Het gehucht bevindt zich in de civil parish Bradfield, in een zuidwestelijke uithoek tegen het Peak District, met ten noordoosten Deepcar en ten zuidoosten Wharncliffe Side.

## Geschiedenis
In Ewden zijn sporen van een begraafplaats uit het bronstijdperk aangetroffen met ongeveer 30 grafheuvels, alsook een steencirkel. Er loopt een aarden wal van circa 1200 meter parallel met de Ewden Beck.
Het dorpje Ewden werd in 1929 gebouwd om de arbeiders te huisvesten die aan de constructie van twee stuwmeren wrochten: More Hall Reservoir en Broomhead Reservoir; het bestond uit houten hutten, waarvan er anno 1969 nog slechts vijftien bewoond waren, en in 2008 bleef er nog maar een over. Er zijn geen busverbindingen naar Ewden, maar men kan erheen wandelen vanuit het iets ten noorden gelegen dorp Bolsterstone.